# André Leducq

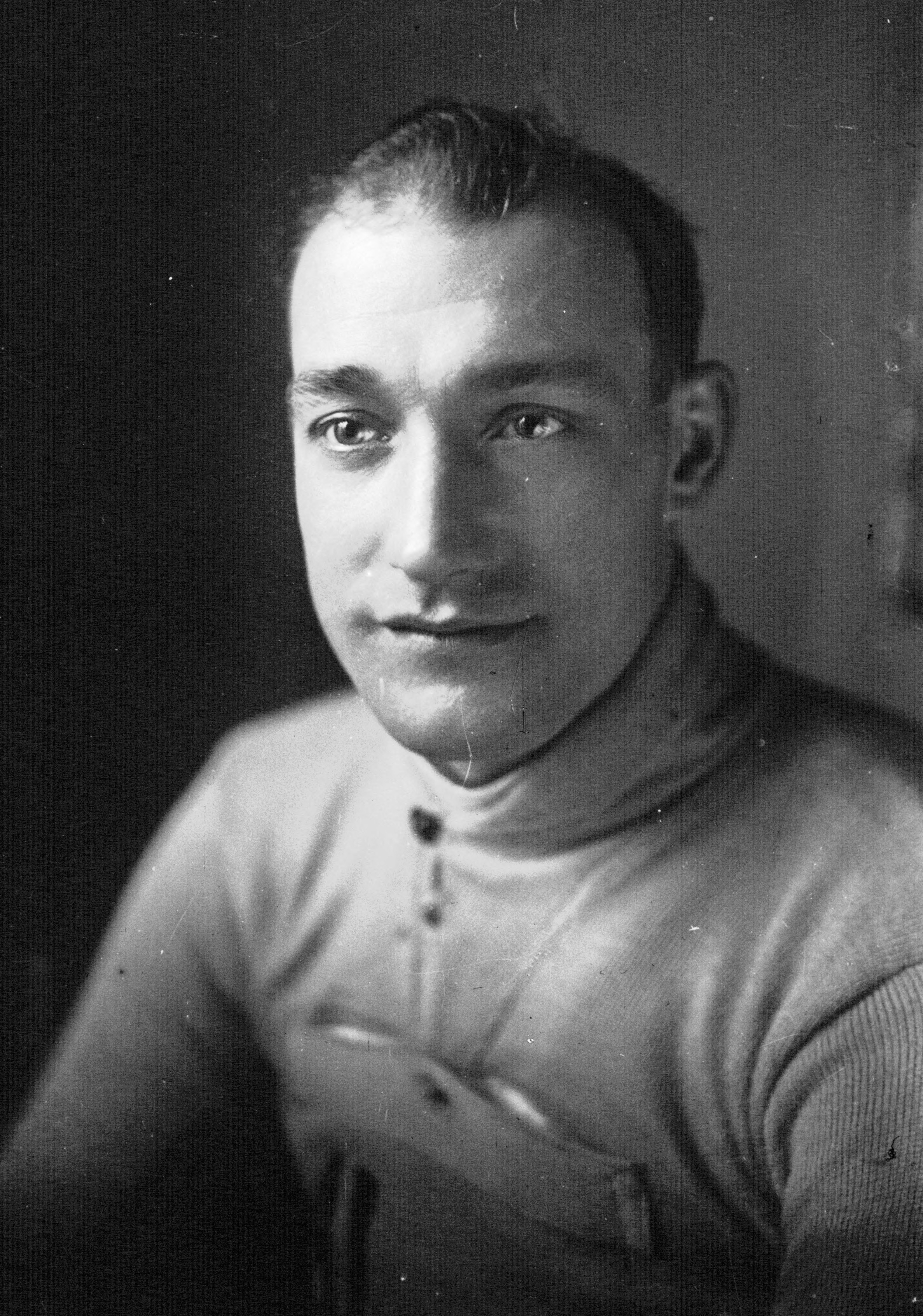
André Leducq (1933)

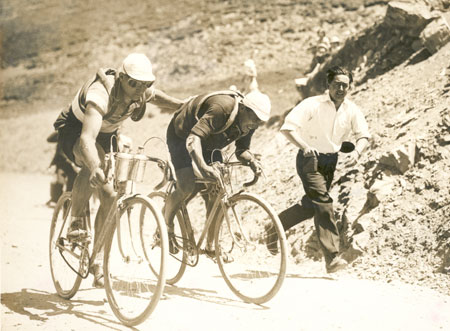
Leducq (r.) mit Georges Speicher während der Tour de France 1933

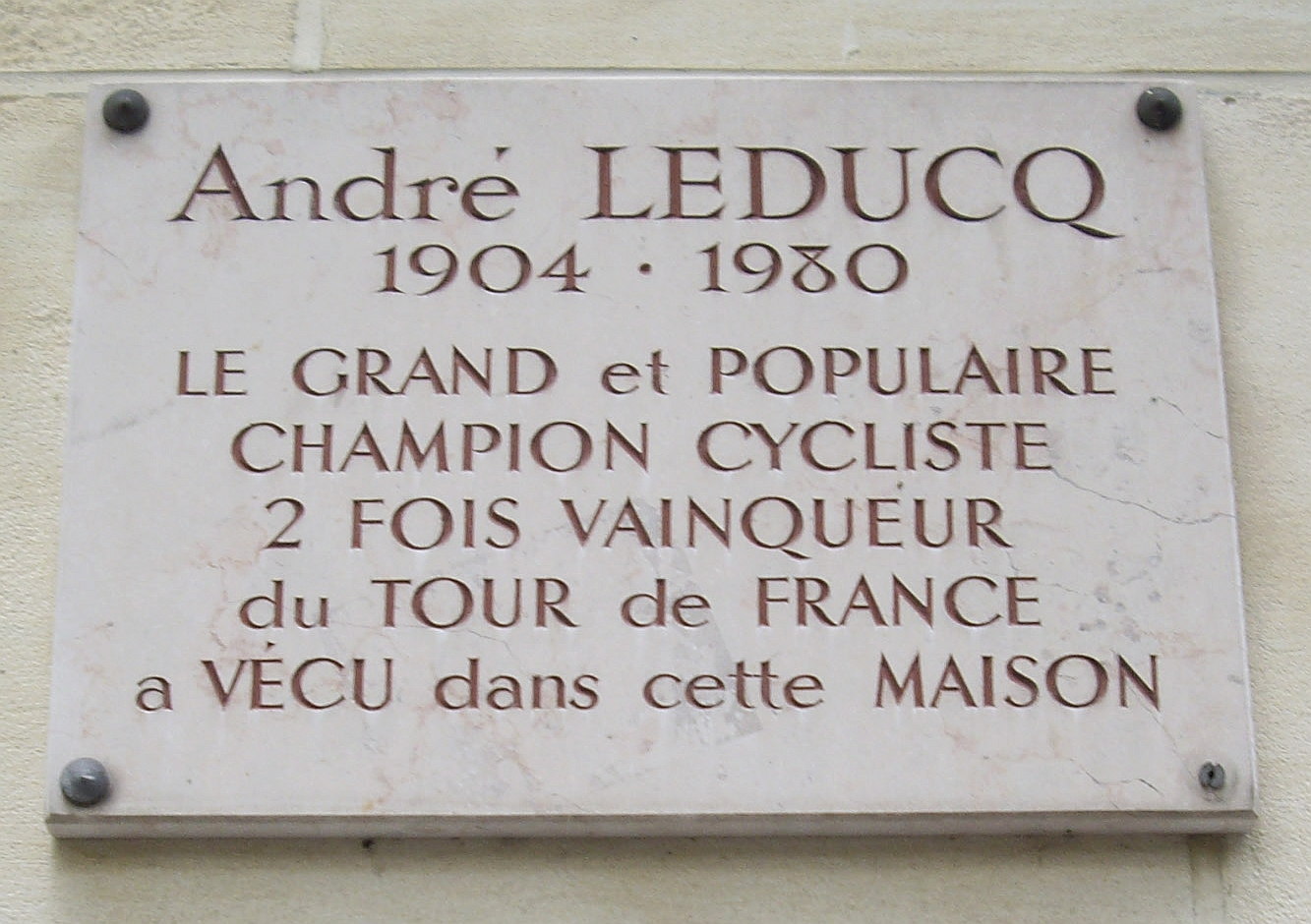
Plakette zur Erinnerung an Leducq am Haus Rue Michel-Ange 19 in Paris

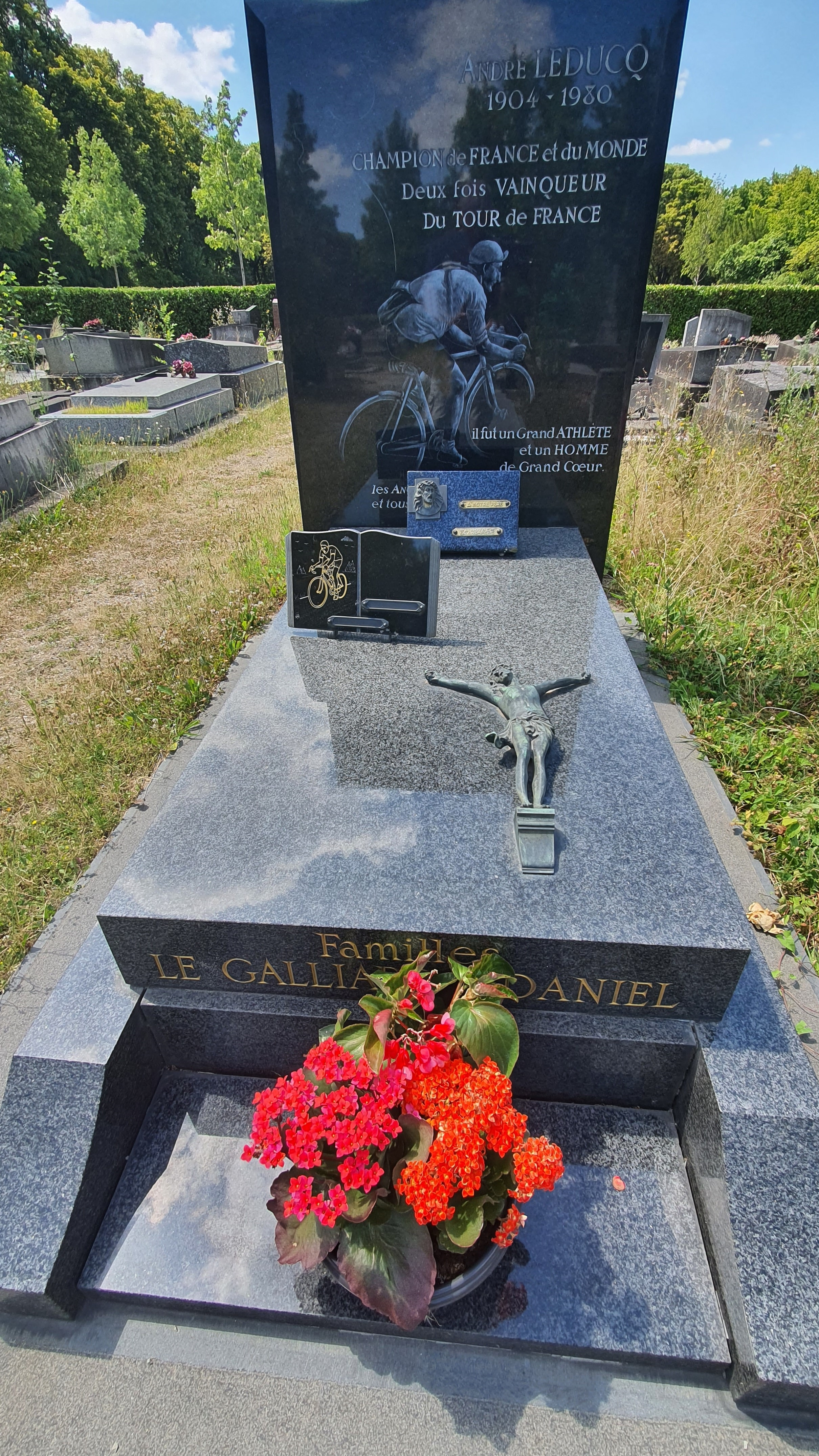
André Leducqs Grab auf dem Pariser Friedhof von Bagneux

André Leducq (* 27. Februar 1904 in Saint-Ouen; † 18. Juni 1980 in Marseille) war ein französischer Radrennfahrer.
1920 wurde das Team des „Vélo Club de Levallois“ mit Maurice Bonney, René Hamel, Georges Wambst, André Leducq und Marc Bocher nationaler Meister im Mannschaftszeitfahren. Nachdem er 1924 Straßenweltmeister der Amateure geworden war und sowohl 1924 als auch 1925 Französischer Meister, wurde er 1926 Profi beim Team Thomann-Dunlop. Von 1927 bis 1933 fuhr er für das Team Alcyon-Dunlop. 1934 gründete er sein eigenes Team A.Leducq-Mercier, für das er bis 1939 an den Start ging.
1924 startete Leducq auch bei den Olympischen Spielen in Paris. Im Straßenrennen wurde er Neunter, während Armand Blanchonnet Gold holte, René Hamel Bronze und Georges Wambst den achten Platz belegte; damit errang die französische Mannschaft Gold in der Mannschaftswertung. Auch wenn man eigentlich Amateur sein musste, um an den Olympischen Spielen damals teilzunehmen, so hatte der französische Verband eine elegante Methode des Umgehens der Regeln institutionalisiert: Leducq bekam 1000 Francs pro Monat, weitere 2000 Francs für den Sieg, musste dafür aber Phantasie-Rechnungen schreiben, die der Verband dann erstattete.
Seine größten Erfolge hatte er während seiner Zeit bei Alcyon-Dunlop. Bei der Tour de France 1930 übernahm er das Gelbe Trikot nach der neunten Etappe von Learco Guerra, der mit 14:13 Minuten Rückstand auch Gesamt-Zweiter hinter Leducq wurde. Bei seinem Zweiten Sieg 1932 übernahm er das Gelbe Trikot bereits nach der dritten Etappe und hatte bei der Zielankunft in Paris 24:03 Minuten Vorsprung auf den zweitplatzierten Kurt Stöpel.

## Palmarès
- Sieg bei der Tour de France 1930 und 1932.
- Sieg bei Paris–Roubaix (1928)
- Sieg bei Paris–Tours (1931)
- 2. Rang bei Paris–Roubaix (1935)
- 2. Rang an der Baskenland-Rundfahrt (1927, 1928)

## Klassierungen bei der Tour de France
- 1927: 4. Rang (3 Etappensiege)
- 1928: 2. Rang (4 Etappensiege)
- 1929: 11. Rang (5 Etappensiege)
- 1930: 1. Rang (2 Etappensiege)
- 1931: 10. Rang (1 Etappensieg)
- 1932: 1. Rang (6 Etappensiege)
- 1933: 31. Rang (2 Etappensiege)
- 1935: 17. Rang (1 Etappensieg)
- 1938: 30. Rang (1 Etappensieg)

## Klassierungen in 6-Tage-Rennen
- 1931 Leducq / Pelissier: 6. Rang (mit 2 Runden Rückstand)
- 1932 Leducq / Pelissier: 4. Rang (mit 1 Runde Rückstand)
- 1933 Leducq / Wambst : 6. Rang (mit 1 Runde Rückstand)
- 1934 Leducq / Pelissier: 7. Rang (mit 2 Runden Rückstand)
- 1935 Leducq / Magné : 8. Rang (mit 1 Runde Rückstand)
- 1935 Leducq / Speicher : 7. Rang (mit 8 Runden Rückstand)
- 1936 Leducq / Dagen : 5. Rang (mit 2 Runden Rückstand)